# Archipelag Sulu

Sulu

Archipelag Sulu – archipelag około 400 wulkanicznych wysp i kilkuset atoli koralowych w południowo-zachodniej części Filipin, między Borneo a Mindanao.
Rozdziela morza Sulu i Celebes. Największymi wyspami są: Basilan (1,3 tys. km²), Jolo (900 km²) i Tawitawi (600 km²).
Jest to także jedna z prowincji Filipin.
Ok. 600 tys. mieszkańców, łączna powierzchnia 2,7 tys. km².
Podstawą gospodarki jest rolnictwo. Uprawiane są: kauczukowiec, banany i ryż. Eksploatacja lasów. Mieszkańcy zajmują się także rybołówstwem oraz połowem pereł i żółwi.